# Малинове (Орловська область)
Малинове (рос. Малиново) — село у Краснозоренському районі Орловської області Російської Федерації.
Населення становить 416 осіб. Входить до муніципального утворення Труновське сільське поселення.

## Історія
Населений пункт розташований у межах Чорнозем'я та історичного Дикого Поля. Від 30 липня 1928 року у складі Єлецького округу Центрально-Чорноземної області, 13 червня 1934 року після ліквідації Центрально-Чорноземної області населений пункт увійшов до складу новоствореної Курської області.
З 27 вересня 1937 року в складі новоствореної Орловської області.
Від 2013 року входить до муніципального утворення Труновське сільське поселення.

## Населення
| 2010 | 2011 |
| ---- | ---- |
| 416  | ↗491 |